# Glansslinga
Glansslinga (Senecio macroglossus) är en sydafrikansk växt som liknar murgröna, men är en fetbladig suckulent. Den odlas som krukväxt i Sverige, klättrande på en ställning eller hängande i ampel. Det går också under namnet Vaxranka.